# Шапка Мономаха Другого Наряду

Вінець на малюнку Ф.Г.Солнцева, XIX століття.

Шапка Мономаха Другого Наряду, Шапка Таврійська — колишня державна регалія, що  зберігаєтьсся у зібранні Збройової палати Московського кремля.

## Історія
Оскільки в 1682 на престолі Московії опинилися одразу два монархи — Іван V та Петра I Олексійовичі — обидва царі мали власні «Великі Наряди», і комплекси вже існуючих регалій були розділені між ними. Оскільки у такому випадку первісна Шапка Мономаха дісталася старшому Івану V, то для коронації Петра I поспіхом зробили вінець, що частково відтворює оригінал. Звісно, в ньому не має тієї витонченої східної вишуканості, як у оригінала. 
Оскільки для обох царів згодом були зроблені значно багатші діамантові корони (Першого Наряду), то зроблений в 1682 вінець віднесли до Другого Наряду, і звідти його назва.

## Опис
Корпус вінця складається з восьми гладких полірованих трикутних золотих пластин. На кожній пластині по 1 гнізду для камінця та по 4 гнізда для перлини. Як і Шапка Мономаха, вінець має навершя з хрестом, прикрашені ще 4 камінцями та 8  перлинами. Знизу до тулії вінця приєднане традиційне соболине хутро.
За описом 1702 року дається оцінка вінця:
|  | «Втораго наряду, шапка Царская Мономахова, цка золотая гладкая, на ней крест золотой, на кресте по краям четыре зерна бурмицкие, — цена сто рублев.Под крестом три камня в золотых гнездах яхонт лазорев, да лал водокшанской, изумруд, да три зерна бурмицкие половинчатые, — цена всему семьдесят рублев.Да на той же шапке каменья в гнездах золотых, яхонт лазоревой, два лала водокшанских, корка яхонтовая красная, да три изумруда, двадцать пять зерен бурмицких малых на спнях золотых, — цена всему сто сорок рублев. Золота в той шапке с каменьем весу фунт тридцать золотников. Из того числа выложено на каменья и на воск десять золотников, — цена тому золоту сто сорок рублев.Всего на вышеописанной шапке каменью и зернам и золоту цена четыреста пятьдесят рублев» |

Важить вінець без хутра близько 600 грамів.

## Шапка у геральдиці
Первісного геральдичного аналога вінець не мав. Але вже після підкорення Криму, з XIX ст. він був віднесений до атрибутики тих ново приєднаних земель. Відповідно у Великому державному гербі Російської імперії (1882)  вінець увінчує щит з емблемою Царства Херсонеса Таврійського.